# Doppelflöte
A Doppelflöte egy orgonaregiszter, a regiszter német nyelvű megnevezése, magyarul Kettősfuvola. Az orgona telt, tömör fuvolahangot adó regisztere. Kizárólag 8’ és 4’ magasságú, kettős ajkú, ónból vagy keményfából – általában tölgyfából – készül. Jellege mindig nyitott, alakja anyagától függően henger vagy hasáb. Amennyiben az adott orgona pedálművére készült, úgy Doppelflötenbass a neve.